# Eugeniusz Koko
Eugeniusz Koko (ur. 1952) – polski historyk, prof. dr hab. nauk humanistycznych.

## Życiorys
W 1996 uzyskał stopień doktora habilitowanego nauk humanistycznych w zakresie Historii. 22 października 2007 otrzymał tytuł naukowy profesora nauk humanistycznych. Jest członkiem Komisji Wschodnioeuropejskiej Wydziału II Historyczno-Filozoficznego Polskiej Akademii Umiejętności. Pełnił funkcję kierownika Zakładu Historii Najnowszej Polski Wydziału Historycznego Uniwersytetu Gdańskiego. Członek Rady Muzeum Marynarki Wojennej w Gdyni.
Specjalizuje się w historii najnowszej, w zakresie ukraińskich ruchów narodowych, stosunków polsko-ukraińskich w XIX–XX w. i historii Pomorza Gdańskiego po 1945 r.

## Ważniejsze publikacje
- Wolni z wolnymi : PPS wobec kwestii ukraińskiej w latach 1918–1925 (1991)
- W nadziei na zgodę : polski ruch socjalistyczny wobec kwestii narodowościowej w Polsce : (1918–1939) (1995)
- Franciszek Rawita-Gawroński (1846–1930) wobec Ukrainy i jej przeszłości : studium archaizmu (1998)
- Res Gestae: nauki historyczne na Uniwersytecie Gdańskim 1970–2010 (2011)
- Ludzie i czasy mego wieku : wspomnienia, wypadki, zapiski (1892–1914) / Franciszek Rawita-Gawroński (2012)
- Ludzie i czasy mego wieku : wspomnienia, wypadki, zapiski w Zakopanem (1914–1916) / Franciszek Rawita-Gawroński (2012)
- Wobec Nowego Świata / Franciszek Rawita-Gawroński (2012)
- W kręgu bliskich, przyjaciół i znajomych: z korespondencji Franciszka Rawity-Gawrońskiego (2020)
- Wśród najbliższych: z korespondencji rodzinnej Antoniny z Miłkowskich Gawrońskiej (2022)
- Dzieci i wnuki: z listów rodzinnych Andrzeja, Zygmunta i Łucji z Pragłowskich, Jerzego oraz Zofii Gawrońskich (do 1914 r.) (2023)

## Odznaczenia
- Brązowy Medal Uniwersytetu Gdańskiego „Honestati Doctrinae Sapientiae” (2016)[4]